# Serra dels Valencians
La Serra dels Valencians és una serra situada al municipi de Riba-roja d'Ebre a la comarca de la Ribera d'Ebre, amb una elevació màxima de 391 metres.